# Eurojackpot

Eurojackpot

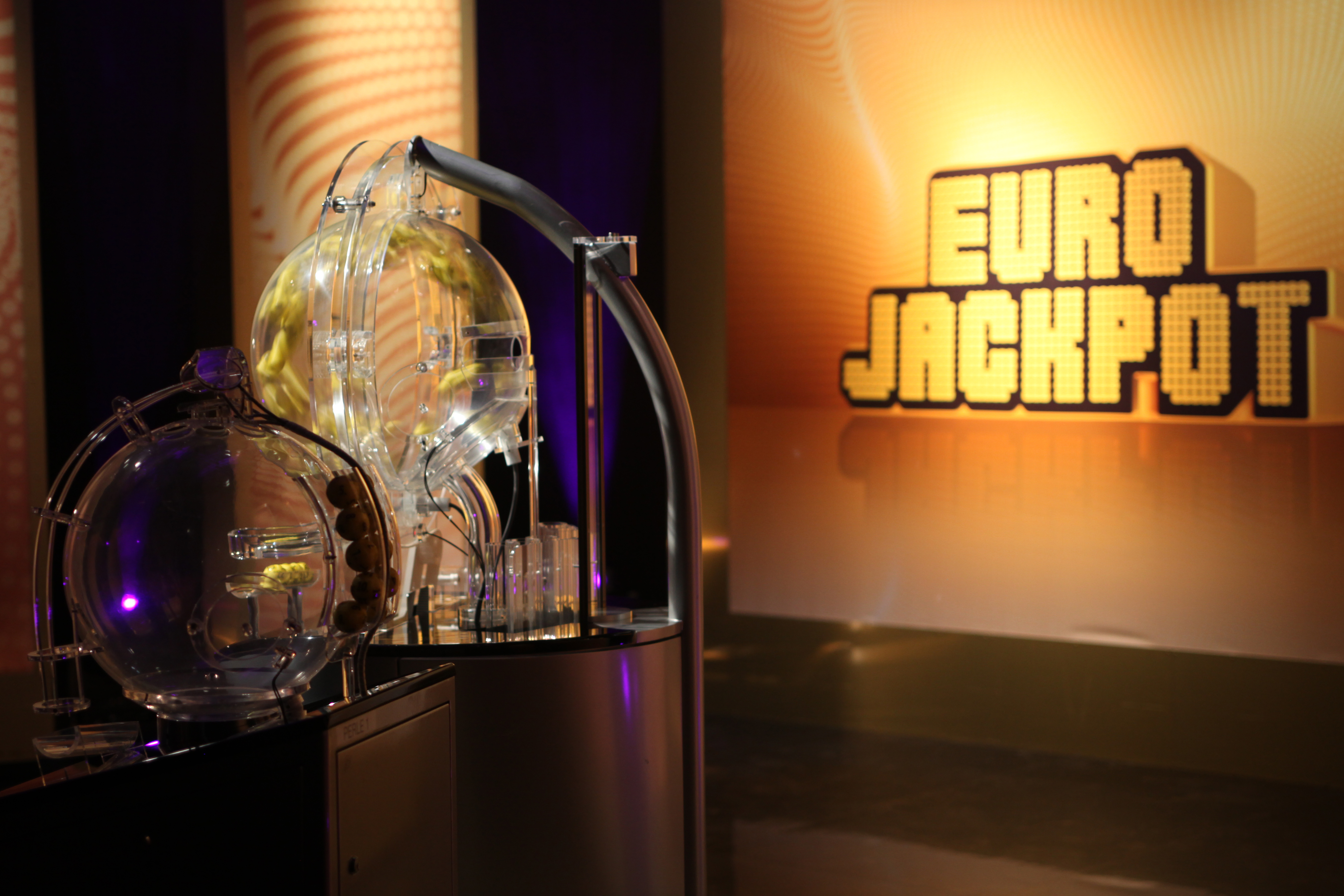
De Eurojackpot

Eurojackpot is een Europese lottotrekking in samenwerking met verschillende nationale loterijen. 

## Ontstaan
De eerste Eurojackpot trekking vond plaats op 23 maart 2012. Zes loterijen deden toen mee, nl. Nederland, Duitsland, Denemarken, Finland, Estland en Slovenië. Sinds de derde trekking (april 2012) doet ook Italië mee. Vanaf juli 2012 doet Spanje zijn intrede en dit als achtste deelnemende land. Op 1 februari 2013 komen er 6 landen bij nl.: IJsland, Kroatië, Letland, Litouwen, Noorwegen en Zweden. Op 10 oktober 2014 komen er 2 landen bij nl.: Hongarije en Tsjechië. Op 9 oktober 2015 is ook Slowakije toegetreden. Na het toetreden van Polen in september 2017 en Griekenland in maart 2024 zijn er dus 19 deelnemende landen. Spanje is het enige land waar zowel Eurojackpot als EuroMillions kan worden gespeeld.
Deze loterij is een van de grootste van Europa, zoals EuroMillions en dit naar het voorbeeld van de loterijen in de Verenigde Staten (Powerball, Mega Millions).
Uitzonderlijke situatie door covid-19. De Spaanse loterij sluit tijdelijk de deuren vanaf 16 maart 2020. Deelname aan de trekkingen worden stopgezet, ook de online deelname. De Spaanse loterij is weer actief sinds 18 mei 2020.

## Het spel
Eurojackpot is een "double-pool" loterij. Dit betekent dat het winnende lot (5 nummers + 2 bonusnummers) wordt bepaald aan de hand van 2 afzonderlijke trekkingen, net zoals bij EuroMillions. Er is eerst een trekking van nummers, gevolgd door een trekking van bonusnummers. Deze bonusnummers zijn het equivalent van de sterren bij EuroMillions. Spelers moeten voor de trekking 5 nummers kiezen uit een reeks van 50 en 2 bonusnummers uit een reeks van 12; dit is de matrix (vanaf 25/03/2022). Er zijn ook meervoudige formulieren, waar spelers meer nummers en/of bonusnummers kunnen aankruisen om zo de winstkansen te vergroten.  De inzet vergroot dan wel in evenredige mate. De deelnameprijs is steeds 2 euro per combinatie. Van deze 2 euro inleg wordt er uiteindelijk 1 euro verdeeld onder de winnaars.
Op dinsdag- en vrijdagavond vindt in Helsinki de trekking plaats waarbij 5 balletjes uit een trommel met 50 genummerde balletjes worden getrokken, en aansluitend 2 balletjes uit een trommel met 12 voor de bonusnummers.  Deze trekking wordt later op de avond in alle deelnemende landen op televisie getoond.
Wanneer een speler ten minste 3 nummers correct heeft voorspeld (inclusief bonusnummers), dan wint hij een prijs. Het gewonnen bedrag is afhankelijk van het aantal correcte nummers en bonusnummers: zie de 12 verschillende winstrangen (tabel). De prijs per winnaar wordt bepaald door het toegekend kapitaal per rang (een percentage van de omzet) te delen door het aantal winnaars voor de desbetreffende rang.

## Winsten
De jackpot die verbonden is aan rang 1 (5 juiste nummers + 2 juiste bonusnummers) is minimaal 10.000.000 euro.  Wanneer niemand de juiste combinatie heeft aangeduid gaat deze jackpot over naar de volgende trekking en groeit het bedrag opnieuw aan met een deel van de inzetten.  Zo kan het kapitaal voor rang 1 ("jackpot") zeer hoog worden indien er enkele weken na elkaar geen hoofdwinnaar was. De jackpot kan maximaal 120.000.000 euro bedragen.

## Winkansen en prijzen
Vooraf: de rangen worden in de tabel gerangschikt volgens de kans van het winnen van een prijs. Op zich speelt deze rangorde (plaats in lijst) geen rol voor het bepalen van de prijs per rang. Echter, de rang en dus de te behalen prijs wordt ondubbelzinnig bepaald door het correcte aantal nummers en bonusnummers.
Vanaf 25/03/2022 (nieuwe matrix):
Stel een volmaakte trekking; m.a.w. een trekking waarbij alle mogelijke unieke combinaties worden ingediend. Aantal mogelijke unieke combinaties van "5 nummers + 2 bonusnummers" uit 50 nummers & 12 bonusnummers: 139.838.160 combinaties.
Vanaf maart 2024:
Om het aantal winnaars te verhogen voegt nieuwkomer Griekenland een dertiende rang toe (1N+1BN). Deze rang wordt in onderstaande tabel niet toegevoegd daar het globaal een vertekend beeld zou geven voor de achttien andere deelnemende landen. Tweede tabel onder heeft wel de berekening van de kans voor deze dertiende rang die dus enkel in Griekenland van toepassing is.
| Nummers + Bonusnummers (Rang) | Mogelijke combinaties uit "5N + 2BN" (1) | Kans (2)         | Kans in % (3) | Kapitaal in % van omzet | Te verwachten prijs in euro (4) |
| ----------------------------- | ---------------------------------------- | ---------------- | ------------- | ----------------------- | ------------------------------- |
| 5N + 2BN (R1)                 | 1                                        | 1 op 139.838.160 | 0,00000072    | 18                      | JACKPOT!                        |
| 5N + 1BN (R2)                 | 20                                       | 1 op 6.991.908   | 0,000014      | 4,30                    | 601.304                         |
| 5N + 0BN (R3)                 | 45                                       | 1 op 3.107.515   | 0,000032      | 2,425                   | 150.714                         |
| 4N + 2BN (R4)                 | 225                                      | 1 op 621.503     | 0,00016       | 0,40                    | 4.972                           |
| 4N + 1BN (R5)                 | 4.500                                    | 1 op 31.075      | 0,0032        | 0,50                    | 311                             |
| 3N + 2BN (R6)                 | 9.900                                    | 1 op 14.125      | 0,0071        | 0,55                    | 155                             |
| 4N + 0BN (R7)                 | 10.125                                   | 1 op 13.811      | 0,0072        | 0,40                    | 110                             |
| 2N + 2BN (R8)                 | 141.900                                  | 1 op 985         | 0,10          | 1,275                   | 25                              |
| 3N + 1BN (R9)                 | 198.000                                  | 1 op 706         | 0,14          | 1,425                   | 20                              |
| 3N + 0BN (R10)                | 445.500                                  | 1 op 314         | 0,32          | 2,70                    | 17                              |
| 1N + 2BN (R11)                | 744.975                                  | 1 op 188         | 0,53          | 3,375                   | 13                              |
| 2N + 1BN (R12)                | 2.838.000                                | 1 op 49          | 2,03          | 10,15                   | 10                              |
| Booster fund (5)              |                                          |                  |               | 4,50                    |                                 |
| Globaal                       | 4.393.191                                | 1 op 32          | 3,14          | 50.00                   | 32                              |

(1) of aantal winnende combinaties bij een volmaakte trekking.

(2) per combinatie.

(3) per combinatie of procentueel aantal winnende combinaties.

(4) berekening: omzet (139.838.160 combinaties × 2 euro) × % kapitaal / mogelijke combinaties = theoretische prijs per combinatie.

(5) het "Booster fund" heeft een maximale hoogte van 20 miljoen euro. Indien dit bedrag bereikt is, gaat het geld dat boven dit maximum komt, naar de 1ste rang. De Jackpot zal in dat geval veel sneller gaan stijgen.

Kansberekening aan de hand van de combinatieleer:
Uit een set van 50 nummers en een set van 12 bonusnummers kunnen we 139.838.160 verschillende combinaties van "5 nummers + 2 bonusnummers" bepalen.
Uit deze 139.838.160 combinaties wordt er 1 winnende combinatie getrokken (5N+2BN).
We hebben dus 1 kans op 139.838.160 per combinatie (5N+2BN) in rang 1.
Nemen we nu als voorbeeld rang 12:
Uit een combinatie van "5 nummers + 2 bonusnummers" kunnen we 2.838.000 verschillende combinaties van "2 nummers + 1 bonusnummer" bepalen. De kans op winst is dus 2.838.000 op 139.838.160 per combinatie (5N+2BN). De kans op winst is dus 139.838.160 gedeeld door 2.838.000 of 1 kans op 49,27 per combinatie (5N+2BN). 1 gedeeld door 49,27 = 0,0203 of 2,03% kans per combinatie (5N+2BN) in rang 12; of 2,03% winnende combinaties in rang 12.
Zoals blijkt uit bovenstaande tabel werd ervoor gekozen aan 12 rangen, goed voor ruim 4,3 miljoen combinaties, een prijs toe te kennen (3,14% winnaars). De rest van de 139.838.160 combinaties krijgen geen prijs (96,86% verliezers). Theoretisch zijn er 18 rangen, de 6 ontbrekende rangen vind je in de onderstaande tabel. Merk op dat voor de rang “0N + 2BN” geen prijs wordt toegekend. Deze rang valt qua kans op winst nochtans tussen rang 11 en rang 12.
| Nummers + Bonusnummers | Mogelijke combinaties uit "5N + 2BN" (1) | Kans (2)   | Kans in % (3) |
| ---------------------- | ---------------------------------------- | ---------- | ------------- |
| 0N + 0BN               | 54.979.155                               | 1 op 2,5   | 39,32         |
| 1N + 0BN               | 33.523.875                               | 1 op 4,2   | 23,97         |
| 0N + 1BN               | 24.435.180                               | 1 op 5,7   | 17,47         |
| 1N + 1BN               | 14.899.500                               | 1 op 9,4   | 10,65         |
| 2N + 0BN               | 6.385.500                                | 1 op 21,9  | 4,57          |
| 0N + 2BN               | 1.221.759                                | 1 op 114,5 | 0,87          |
| Globaal                | 135.444.969                              | 1 op 1,03  | 96,86         |

## Topprijzen
Topprijzen (stand op 09/08/2025)
De 30 uitgekeerde jackpotten van 90.000.000 euro (of meer; chronologisch) 

De 20 winnaars van 90.000.000 euro (of meer; kolom 5)
| Volgnr. | Datum      | Jackpot in euro | Winnaars | Prijs in euro | Land                                    |
| ------- | ---------- | --------------- | -------- | ------------- | --------------------------------------- |
| 1       | 15/05/2015 | 90.000.000      | 1        | 90.000.000    | Tsjechië                                |
| 2       | 14/10/2016 | 90.000.000      | 1        | 90.000.000    | Duitsland                               |
| 3       | 06/01/2017 | 90.000.000      | 5        | 18.000.000    | 3 × Duitsland, Nederland & Denemarken   |
| 4       | 09/02/2018 | 90.000.000      | 1        | 90.000.000    | Finland                                 |
| 5       | 06/07/2018 | 90.000.000      | 2        | 45.000.000    | 2 × Duitsland                           |
| 6       | 16/11/2018 | 90.000.000      | 5        | 18.000.000    | 2 × Duitsland, Finland, Spanje & Italië |
| 7       | 10/05/2019 | 90.000.000      | 2        | 45.000.000    | Duitsland & Polen                       |
| 8       | 23/08/2019 | 90.000.000      | 1        | 90.000.000    | Finland                                 |
| 9       | 22/11/2019 | 90.000.000      | 3        | 30.000.000    | 2 × Duitsland & Hongarije               |
| 10      | 07/02/2020 | 90.000.000      | 1        | 90.000.000    | Duitsland                               |
| 11      | 01/05/2020 | 90.000.000      | 1        | 90.000.000    | Duitsland                               |
| 12      | 15/01/2021 | 90.000.000      | 1        | 90.000.000    | Duitsland                               |
| 13      | 28/05/2021 | 90.000.000      | 1        | 90.000.000    | Duitsland                               |
| 14      | 13/08/2021 | 90.000.000      | 2        | 45.000.000    | Finland & Polen                         |
| 15      | 18/03/2022 | 90.000.000      | 2        | 45.000.000    | Finland & Noorwegen                     |
| 16      | 20/05/2022 | 110.213.537     | 1        | 110.213.537   | Duitsland                               |
| 17      | 22/07/2022 | 120.000.000     | 1        | 120.000.000   | Denemarken                              |
| 18      | 08/11/2022 | 120.000.000     | 1        | 120.000.000   | Duitsland                               |
| 19      | 31/01/2023 | 107.469.011     | 1        | 107.469.011   | Duitsland                               |
| 20      | 23/06/2023 | 120.000.000     | 1        | 120.000.000   | Duitsland                               |
| 21      | 04/08/2023 | 117.242.386     | 1        | 117.242.386   | Duitsland                               |
| 22      | 16/01/2024 | 120.000.000     | 1        | 120.000.000   | Noorwegen                               |
| 23      | 23/04/2024 | 120.000.000     | 2        | 60.000.000    | Duitsland & Slovenië                    |
| 24      | 04/06/2024 | 120.000.000     | 1        | 120.000.000   | Denemarken                              |
| 25      | 09/07/2024 | 98.183.615      | 1        | 98.183.615    | Duitsland                               |
| 26      | 30/08/2024 | 92.511.127      | 1        | 92.511.127    | Duitsland                               |
| 27      | 06/12/2024 | 120.000.000     | 2        | 60.000.000    | 2 X Duitsland                           |
| 28      | 25/03/2025 | 115.874.581     | 1        | 115.874.581   | Zweden                                  |
| 29      | 09/05/2025 | 120.000.000     | 1        | 120.000.000   | Duitsland                               |
| 30      | 25/07/2025 | 116.632.942     | 2        | 58.316.471    | Duitsland & Finland                     |

De jackpot werd 148 keer uitgekeerd (waaronder 1 keer in rang 2). Dit is goed voor 174 jackpotwinnaars (stand op 09/08/2025) 
| Land        | Jackpotwinnaars |
| ----------- | --------------- |
| Denemarken  | 12              |
| Duitsland   | 84              |
| Estland     | 0               |
| Finland     | 23              |
| Griekenland | 0               |
| Hongarije   | 4               |
| IJsland     | 0               |
| Italië      | 4               |
| Kroatië     | 1               |
| Letland     | 0               |
| Litouwen    | 2               |
| Nederland   | 2               |
| Noorwegen   | 9               |
| Polen       | 8               |
| Slovenië    | 5               |
| Slowakije   | 1               |
| Spanje      | 6               |
| Tsjechië    | 3               |
| Zweden      | 10              |

## Kansspelbelasting
De wet- en regelgeving met betrekking tot kansspelbelasting is voor elk land anders.  In Nederland betaalt De Lotto over alle gewonnen bedragen hoger dan €449 34,2% kansspelbelasting aan de belastingdienst. Dit bedrag wordt in mindering gebracht op het gewonnen bedrag.